# De Tilène au Plateau
De Tilène au Plateau est le premier roman autobiographique de l'écrivaine sénégalaise Nafissatou Niang Diallo, publié pour la première fois en 1975. 

## Résumé
Édité en français, l'œuvre se présente sous la forme autobiographique narrant l'enfance de l'auteure à Dakar, au Sénégal. L'ouvrage explore la transition entre deux univers : Tilène, un quartier animé et profondément enraciné dans les traditions africaines, et le Plateau, une zone plus modernisée, marquée par les influences des modes de vie européens.
Nafitassou Diallo explique dans la préface le choix du mode autobiographique : 
« Je ne suis pas une héroïne de roman mais une femme toute simple de ce pays, une mère de famille et une professionnelle à qui sa maison et son métier laissent peu de loisir [...]  Depuis quelques semaines, je me suis mise à écrire. Sur quoi écrirait une femme qui ne prétend ni à une imagination débordante ni à un talent d'écrire singulier ? Sur elle-même, bien-sûr. Voici donc mon enfance et ma jeunesse telles que je me les rappelle ».

## Principaux personnages
- Safiatou :  narratrice, une jeune fille vive et curieuse, qui partage ses expériences de vie et ses aventure.
- Mame : Grand-mère de Safiatou, une figure sage et aimante, qui joue un rôle central dans la transmission des valeurs et des traditions familiale.
- Ami : cousine de Safiatou.
- Le père de Safi : un homme respecté, représentant l'autorité et le lien avec la modernité.

## Thèmes
Le roman est une autobiographie qui décrit l'identité féminine dans toute sa complexité face aux réalités des années 1970,.

## Éditions
Le roman est publié en 1975 aux Nouvelles éditions africaines dans les séries Vies africaines.